# Jezioro Pawłowskie (powiat wągrowiecki)
Jezioro Pawłowskie – jezioro w woj. wielkopolskim, w powiecie wągrowieckim, w gminie wiejskiej Wągrowiec, leżące na terenie Pojezierza Chodzieskiego.

## Dane morfometryczne
Powierzchnia zwierciadła wody według różnych źródeł wynosi od 12,5 ha przez 17,4 ha.
Zwierciadło wody położone jest na wysokości 87,4 m n.p.m. lub 88,1 m n.p.m. Średnia głębokość jeziora wynosi 3,1 m, natomiast głębokość maksymalna 5,8 m.

## Hydronimia
Według państwowego rejestru nazw geograficznych zestandaryzowana nazwa tego jeziora to Jezioro Pawłowskie
W niektórych publikacjach jezioro to występuje pod nazwą Żońskie-Pawłowskie traktując jako jeden zbiornik jezioro Pawłowskie i leżące na północ Jezioro Żońskie.
Dane z państwowego rejestru nazw geograficznych podają oboczne nazwy tego jeziora: Jezioro Pawłowickie.